# Marianna holland királyi hercegnő
Marianna holland királyi hercegnő, férjezett Marianna porosz királyi hercegné (hollandul: Prinses Marianne der Nederlanden, Prinses van Oranje-Nassau, németül: Prinzessin Marianne von Preußen, teljes nevén Wilhelmina Frederica Louisa Charlotte Marianne; Berlin, 1810. május 9. – Erbach, 1883. május 29.) holland királyi, luxemburgi és oránia–nassaui hercegnő, házassága révén porosz királyi hercegné.

## Élete

### Származása és ifjúkora
Marianna holland királyi hercegnő a porosz fővárosban látott napvilágot I. Vilmos holland király (1772–1843) és Vilma porosz királyi hercegnő (1774–1837) hatodik, utolsó gyermekeként, egyben második leányaként. A hat gyermek közül mindössze három érte meg a felnőttkort – két koraszülött kisfiú után az elsőszülött leány, Paulina hercegnő hatéves korában halt meg. A hercegnő ilyenformán a család egyetlen leánya lett; édesapja elkényeztette és kivételes bánásmódban részesítette. Marianna hercegnő születésekor édesapja az oránia–nassaui hercegi címet viselte, holland uralkodó és luxemburgi nagyherceg csak a napóleoni háborúk után lett.
1828-ban a hercegnőt eljegyezték Gusztáv svéd trónörökössel, azonban az eljegyzést később politikai okból – XIV. Károly János svéd király nyomására – felbontották.

### Házassága és gyermekei
1830. szeptember 14-én a Noordeinde-palotában a hercegnő feleségül ment Albert porosz királyi herceghez (1809–1872). A hercegnő anyai ágon elsőfokú unokatestvéri rokonságban állt a herceggel, továbbá Lujza porosz hercegnő és Frigyes holland herceg házassága révén sógorsági kapcsolatban is voltak. A házaspár a berlini Wilhemstraßén lévő Prinz-Albrecht-Palaisba költözött, melyet a herceg óhajainak megfelelően Karl Friedrich Schinkel épített át. A hercegnő emellett gyakran időzött Boroszló melletti birtokán, Kamenz várában, melyet édesanyja ajándékozott neki. A hercegnő jövedelmét az üvegipar fejlesztésébe és útépítésbe fektette be. Mindez elősegítette a térség fejlődését és bekapcsolódását a gazdasági életbe.
Marianna hercegnőnek és férjének öt gyermeke – két fiú és három leány – született, akik közül hárman érték meg a felnőttkort:
- Sarolta Friderika (1831–1855), férje II. György szász–meiningeni nagyherceg, házassága révén szász–meiningeni trónörökös hercegné
- fiúgyermek (1832), csecsemőként elhalálozott
- Albert (1837–1906), a johannita lovagrend 33. nagymestere, 1885–1906 között Braunschweig régense, felesége Mária szász–altenburgi hercegnő
- Erzsébet (1840), csecsemőként elhalálozott
- Alexandrina (1842–1906), férje Vilmos mecklenburgi herceg, házassága révén mecklenburg–schwerini hercegné.

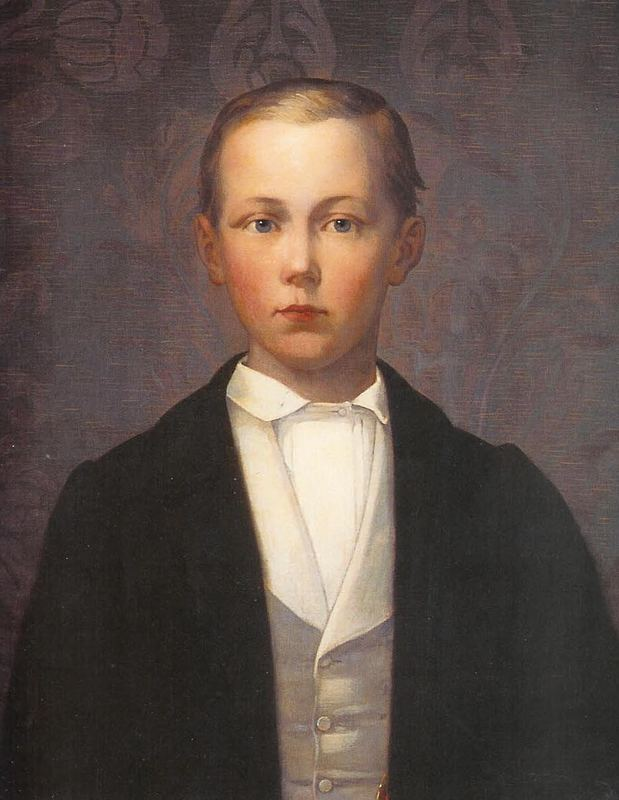
Johannes Wilhelm von Reinhartshausen

Annak ellenére, hogy a szoros családi kapcsolatok miatt kiskoruktól fogva közelről ismerték egymást, kapcsolatuk nem működött. Albert herceg kicsapongó életmódját és nyílt viszonyait a holland hercegnő nem tudta tolerálni. 1845-ben a hercegné otthagyta férjét és gyermekeit szeretője, Johannes van Rossum kedvéért. Mikor négy évvel később a hercegné teherbe esett szeretőjétől, a holland királyi udvar elismerte a porosz herceg házasságának semmisségét: 1849. március 28-án kimondták Albert herceg és Marianna hercegnő válását. 1849. október 30-án a szicíliai Cefalùban a holland hercegnő világra hozta Johannes van Rossum gyermekét, Johannes Wilhelm von Reinhartshausent (1849–1861). Ezután mind a holland, mind a porosz királyi udvar minden kapcsolatot megszakított a hercegnővel. Marianna hercegnő szeretőjével és kisfiával hol Itáliában, hol Erbachban élt.

### Közéleti tevékenysége
1855-ben Erbach közelében a hercegnő megvásárolta a Reinhartshausen-kastélyt, mely ettől fogva állandó otthonául szolgált. A művelt, széles körben tájékozott hercegnő csakhamar a vidék kulturális központjává tette udvartartását. Az épület egy részét múzeummá alakíttatta át, hogy a mintegy 600 darabot számláló festménygyűjteménye számára kiállítótermet biztosítson – a galéria ma a Festsäle nevet viseli. A kastélyban állandó kulturális élet pezsgett, a hercegné bőkezűen pártfogolta a fiatal, tehetséges művészeket. 1835-ben a hercegnő katonai indulót szerzett Parademars címmel. Az 1870-es években a hercegnő jelentős összeget adományozott a dillenburgi Wilhelmsturm felépítésére, mely édesapjának állít emléket.
1861 karácsonyán a hercegnő tizenkét éves kisfia tüdőgyulladás következtében elhunyt. A hercegnő 60 000 guldenért földbirtokot vásárolt a várostól, melyre a fia emlékére Szent János nevét viselő protestáns templomot építtetett. 1873. május 10-én meghalt Johannes van Rossum; fia mellé temették el a templom oltára alá.
Marianna holland királyi hercegnő 1883. május 29-én hunyt el erbachi kastélyában. Maradványait Johannes van Rossum és fiuk mellé helyezték el. Vagyonát és kastélyát a porosz herceggel kötött házasságából származó egyetlen életben maradt fiúgyermeke örökölte. A kastélyban ma ötcsillagos szálloda működik. 1902-ben a kastély közelében fekvő szigetet a Mariannenaue névre keresztelték át, tisztelegve a holland hercegnő előtt.

## Fordítás
- Ez a szócikk részben vagy egészben  a   Marianne von Oranien-Nassau című német Wikipédia-szócikk ezen változatának fordításán alapul.  Az eredeti cikk szerkesztőit annak laptörténete sorolja fel. Ez a jelzés csupán a megfogalmazás eredetét és a szerzői jogokat jelzi, nem szolgál a cikkben szereplő információk forrásmegjelöléseként.
- Ez a szócikk részben vagy egészben  a   Princess Marianne of the Netherlands című angol Wikipédia-szócikk ezen változatának fordításán alapul.  Az eredeti cikk szerkesztőit annak laptörténete sorolja fel. Ez a jelzés csupán a megfogalmazás eredetét és a szerzői jogokat jelzi, nem szolgál a cikkben szereplő információk forrásmegjelöléseként.
- Ez a szócikk részben vagy egészben  a   Marianne der Nederlanden című holland Wikipédia-szócikk ezen változatának fordításán alapul.  Az eredeti cikk szerkesztőit annak laptörténete sorolja fel. Ez a jelzés csupán a megfogalmazás eredetét és a szerzői jogokat jelzi, nem szolgál a cikkben szereplő információk forrásmegjelöléseként.
- Ez a szócikk részben vagy egészben  a   Marianna Orańska című lengyel Wikipédia-szócikk ezen változatának fordításán alapul.  Az eredeti cikk szerkesztőit annak laptörténete sorolja fel. Ez a jelzés csupán a megfogalmazás eredetét és a szerzői jogokat jelzi, nem szolgál a cikkben szereplő információk forrásmegjelöléseként.